# Tier 1 Elite Hockey League
Tier 1 Elite Hockey League (T1EHL), tidigare Midwest Elite Hockey League (MWEHL), är ett nordamerikanskt idrottsförbund som arrangerar ligor, serier, turneringar och cuper inom  juniorishockey för pojkar mellan nio och 18 år, i huvudsak i mellanvästra USA med omnejd. Den används som en språngbräda för spelare som vill spela i ishockeyserierna inom Canadian Hockey League (CHL) och National Collegiate Athletic Association (NCAA), för att i slutändan kunna nå den professionella ishockeyligan National Hockey League (NHL). T1EHL är sanktionerad av det nationella ishockeyförbundet USA Hockey.

## Historik
Den grundades den 20 juni 2000 som Midwest Elite Hockey League (MWEHL) av åtta juniorishockeylag som var/är baserade i Illinois, Michigan och Ohio och hade dessförinnan spelat i Michigan National Hockey League (MNHL). MNHL hade tidigare beslutat om att införa en A- respektive B-division och där B-divisionen tvingades spela flera matcher utanför Detroits storstadsområde, vilket de åtta vägrade gå med på och gick ur. 2008 grundade man Tier 1 Elite Hockey League som en ishockeyliga exklusivt för spelare mellan 15 och 18 år, det är dock okänt när MWEHL antog namnet Tier 1 Elite Hockey League som idrottsförbundets namn.

## Medlemslag
Lista över medlemslag och i vilka ishockeyserier de deltar i för säsongen 2018–2019.
|                                 | U18 | U16 | U15 | U14 | U13 | Födda 2006 | Födda 2007 | Födda 2008 | Födda 2009 |
| ------------------------------- | --- | --- | --- | --- | --- | ---------- | ---------- | ---------- | ---------- |
| Anaheim Jr. Ducks               |     |     |     |     |     |            |            |            |            |
| Boston Advantage                |     |     |     |     |     |            |            |            |            |
| BT Warrior                      |     |     |     |     |     |            |            |            |            |
| Buffalo Jr. Sabres              |     |     |     |     |     |            |            |            |            |
| Chicago Fury                    |     |     |     |     |     |            |            |            |            |
| Cleveland Barons                |     |     |     |     |     |            |            |            |            |
| Colorado Rampage                |     |     |     |     |     |            |            |            |            |
| Colorado Thunderbirds           |     |     |     |     |     |            |            |            |            |
| Dallas Stars Elite              |     |     |     |     |     |            |            |            |            |
| Detroit Belle Tire              |     |     |     |     |     |            |            |            |            |
| Detroit Compuware               |     |     |     |     |     |            |            |            |            |
| Fox Motors Hockey Club          |     |     |     |     |     |            |            |            |            |
| Green Bay Gamblers              |     |     |     |     |     |            |            |            |            |
| Indy Jr. Fuel                   |     |     |     |     |     |            |            |            |            |
| Iowa Wild AAA                   |     |     |     |     |     |            |            |            |            |
| Kamloops Blazers AAA ()         |     |     |     |     |     |            |            |            |            |
| Little Caesars AAA              |     |     |     |     |     |            |            |            |            |
| Los Angeles Jr. Kings           |     |     |     |     |     |            |            |            |            |
| Madison Capitols AAA            |     |     |     |     |     |            |            |            |            |
| Meijer AAA Hockey               |     |     |     |     |     |            |            |            |            |
| Mercer Chiefs                   |     |     |     |     |     |            |            |            |            |
| Milwaukee Jr. Admirals          |     |     |     |     |     |            |            |            |            |
| MN Gentry Galaxy                |     |     |     |     |     |            |            |            |            |
| New Hampshire Jr. Monarchs      |     |     |     |     |     |            |            |            |            |
| NJ Titans                       |     |     |     |     |     |            |            |            |            |
| North Jersey Avalanche          |     |     |     |     |     |            |            |            |            |
| Oakland Jr. Grizzlies           |     |     |     |     |     |            |            |            |            |
| Ohio Blue Jackets               |     |     |     |     |     |            |            |            |            |
| Philadelphia Jr. Flyers         |     |     |     |     |     |            |            |            |            |
| Phoenix Jr. Coyotes             |     |     |     |     |     |            |            |            |            |
| Pittsburgh Icemen               |     |     |     |     |     |            |            |            |            |
| Pittsburgh Jr. Penguins         |     |     |     |     |     |            |            |            |            |
| Pittsburgh Penguins Elite Black |     |     |     |     |     |            |            |            |            |
| Pittsburgh Pens                 |     |     |     |     |     |            |            |            |            |
| Pittsburgh Pens Black           |     |     |     |     |     |            |            |            |            |
| Pittsburgh Predators            |     |     |     |     |     |            |            |            |            |
| Pittsburgh Vengeance            |     |     |     |     |     |            |            |            |            |
| Saginaw Jr Spirit               |     |     |     |     |     |            |            |            |            |
| San Jose Jr. Sharks             |     |     |     |     |     |            |            |            |            |
| Seafair Islanders AAA ()        |     |     |     |     |     |            |            |            |            |
| Sioux Falls Power               |     |     |     |     |     |            |            |            |            |
| South Florida                   |     |     |     |     |     |            |            |            |            |
| St. Louis AAA Blues             |     |     |     |     |     |            |            |            |            |
| Sylvania North Stars            |     |     |     |     |     |            |            |            |            |
| Team Maryland                   |     |     |     |     |     |            |            |            |            |
| Thunder AAA Hockey              |     |     |     |     |     |            |            |            |            |
| TPH                             |     |     |     |     |     |            |            |            |            |
| TPH Prospects                   |     |     |     |     |     |            |            |            |            |
| Tri-State Spartans              |     |     |     |     |     |            |            |            |            |
| USA Eagles                      |     |     |     |     |     |            |            |            |            |
| Victory Honda AAA               |     |     |     |     |     |            |            |            |            |

## Spelare
Ett urval av ishockeyspelare som har spelat en del av sina ungdomsår inom MWEHL/T1EHL:s ishockeyserier.

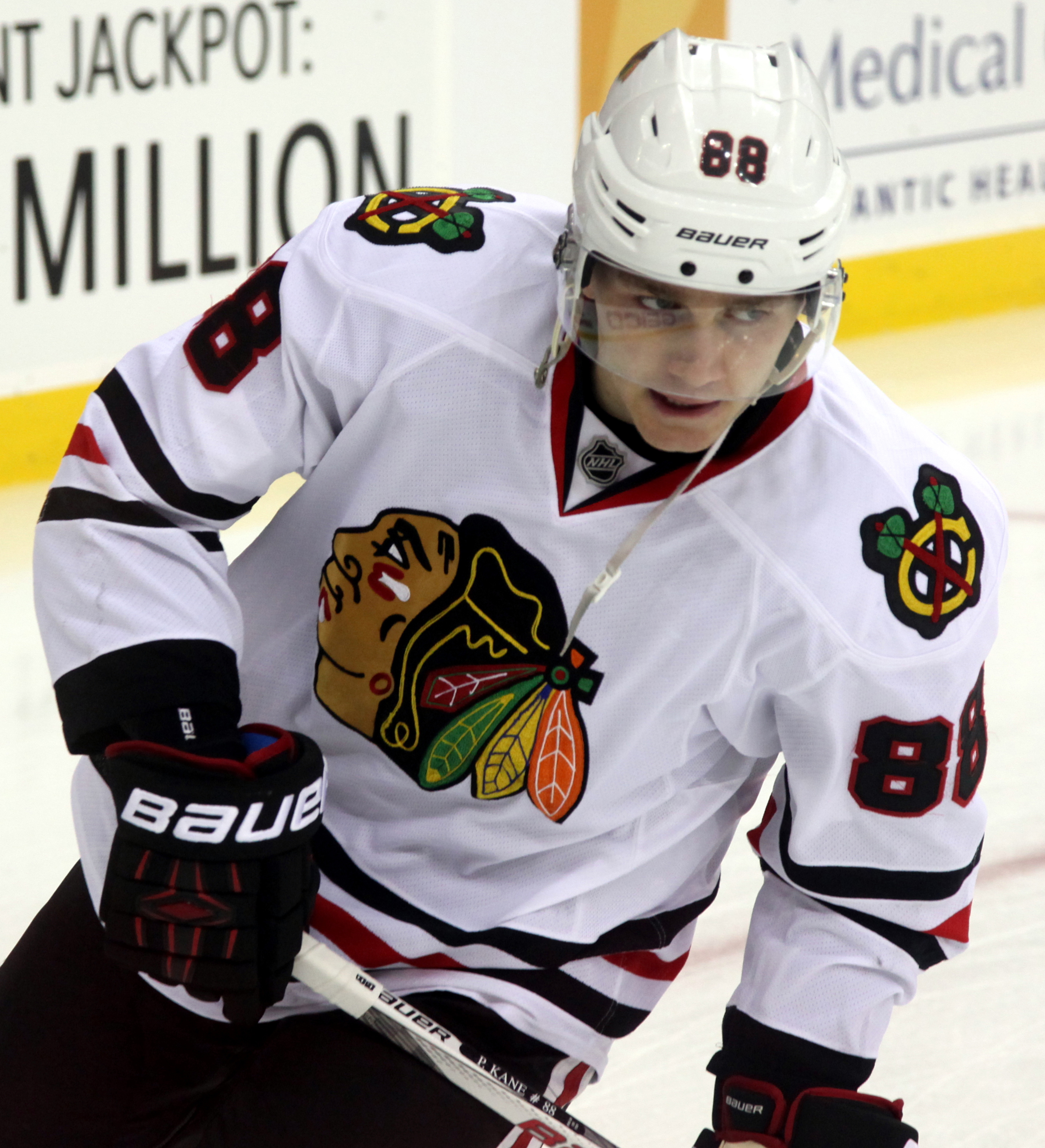
Patrick Kane.

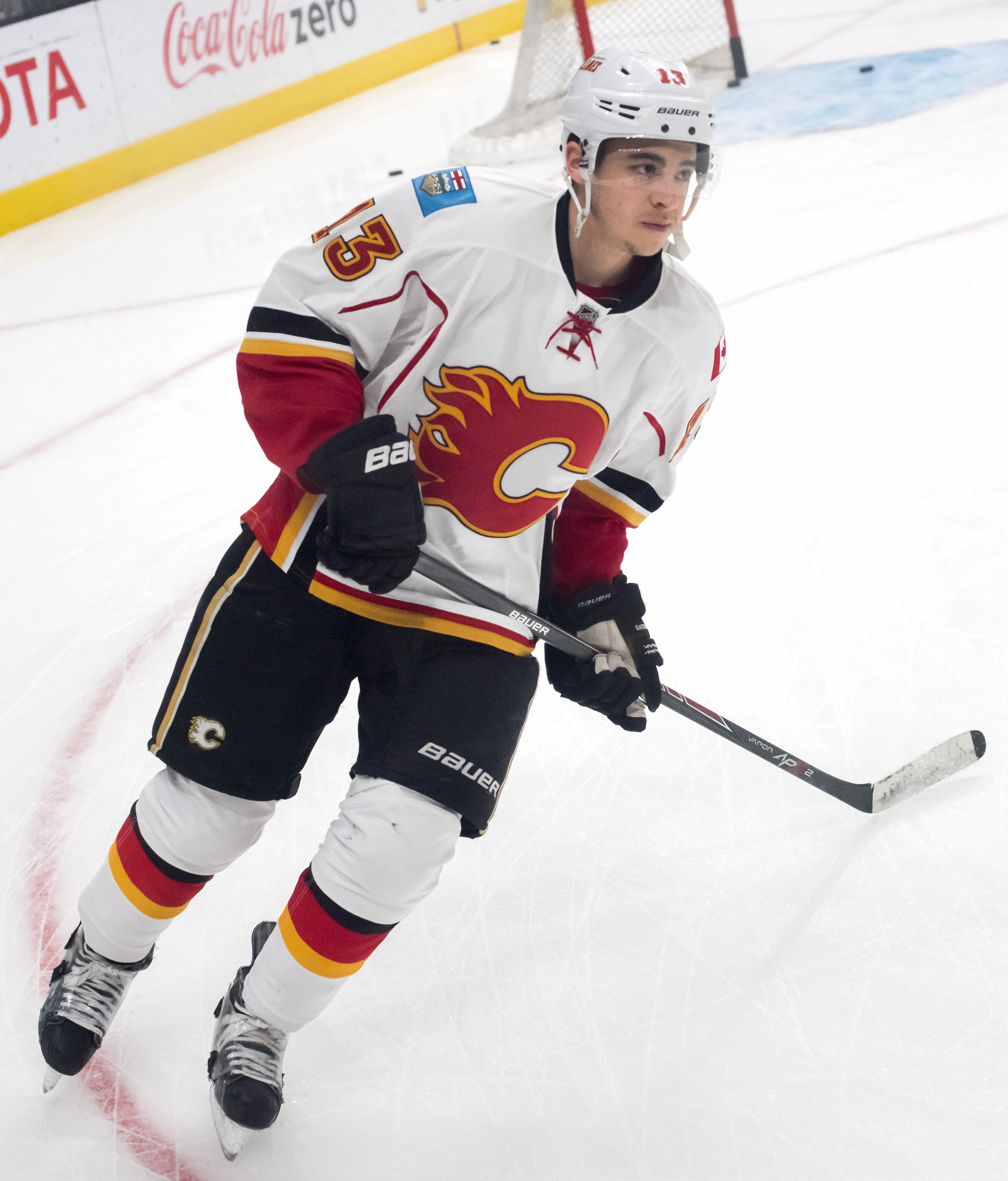
Johnny Gaudreau.

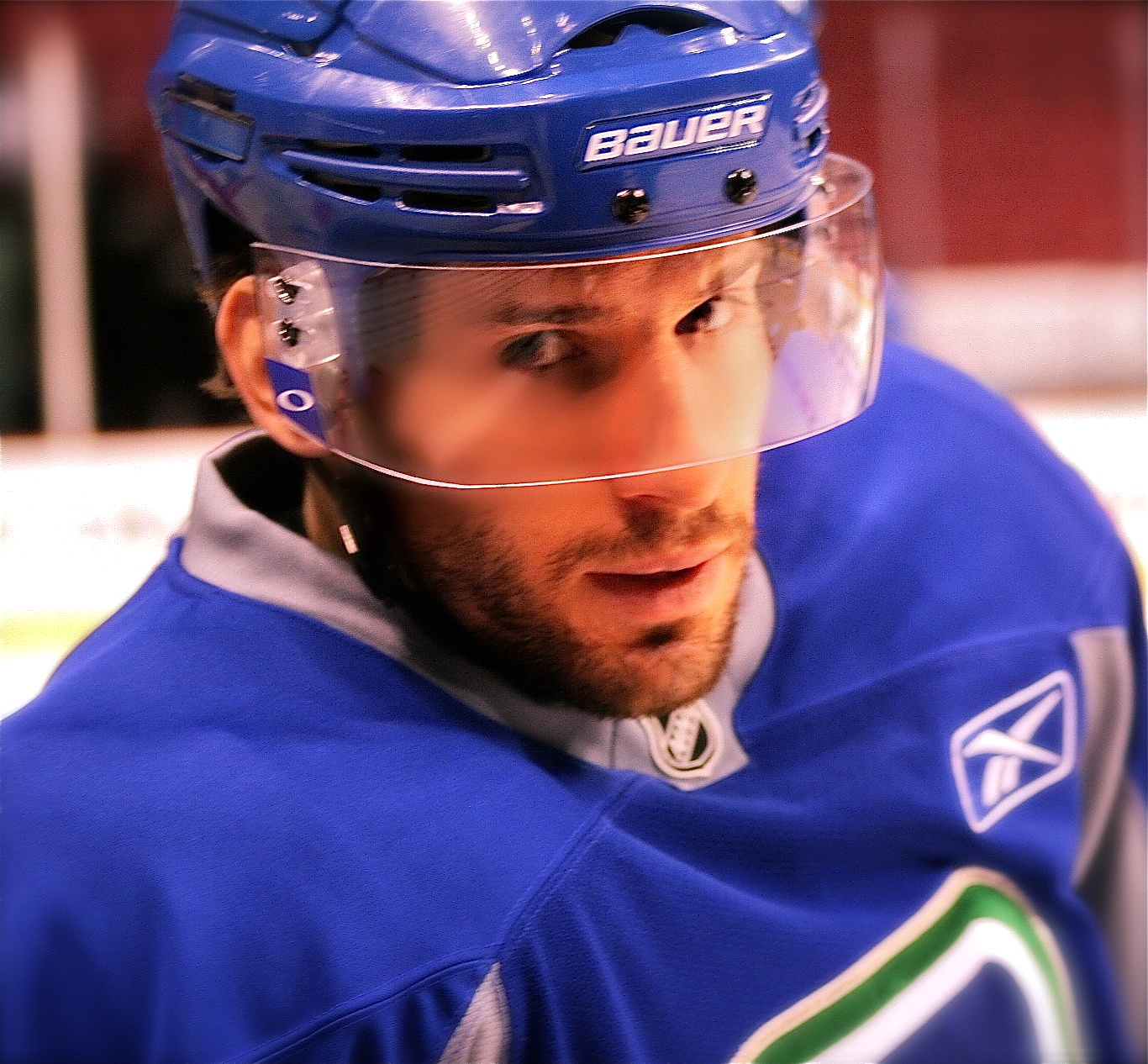
Ryan Kesler.

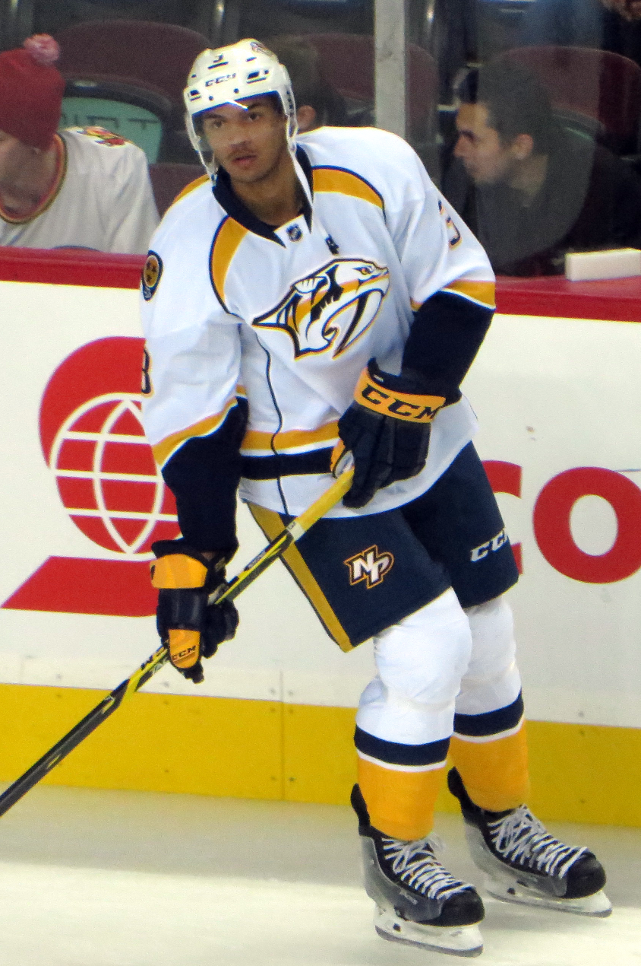
Seth Jones.

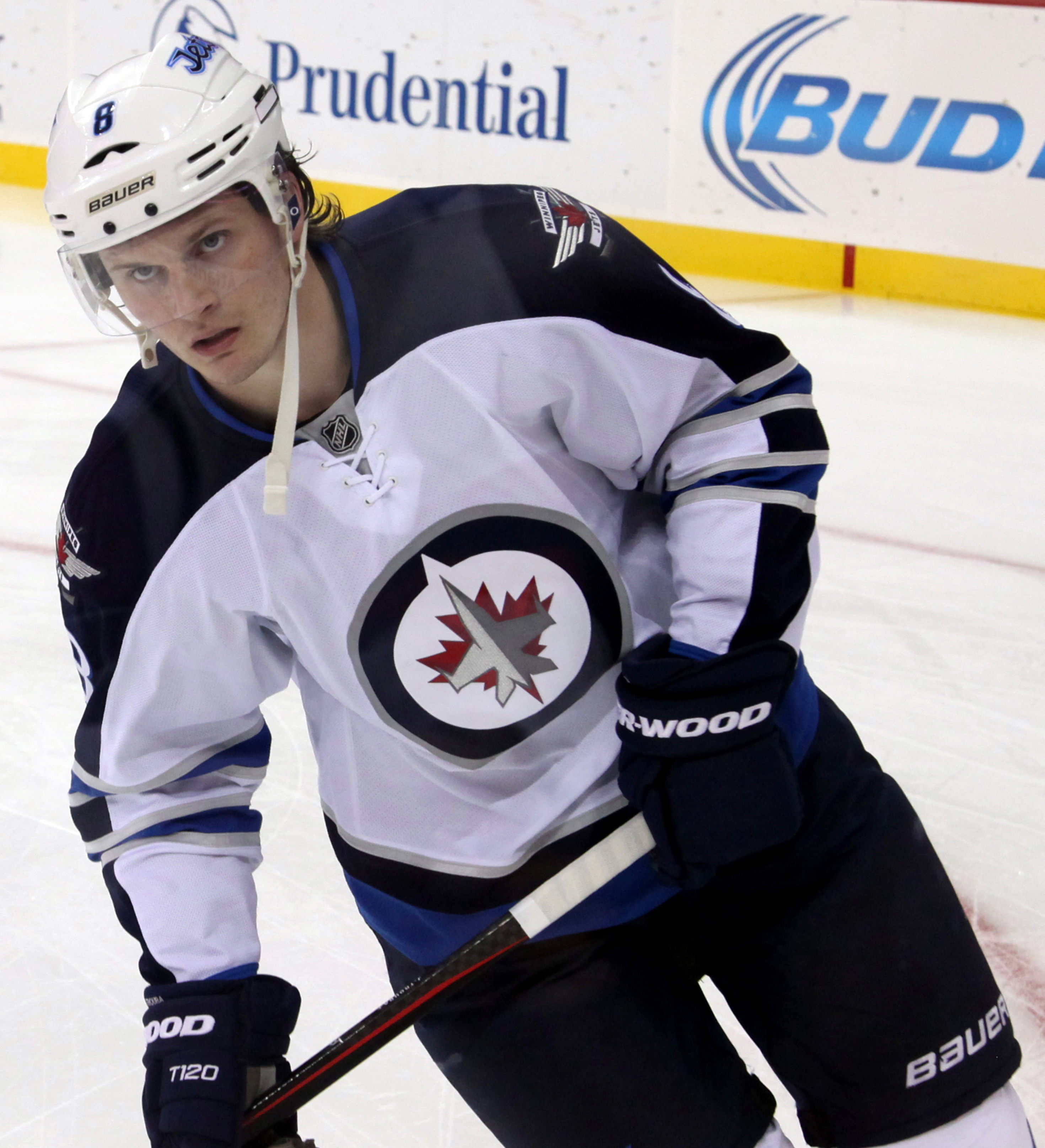
Jacob Trouba.

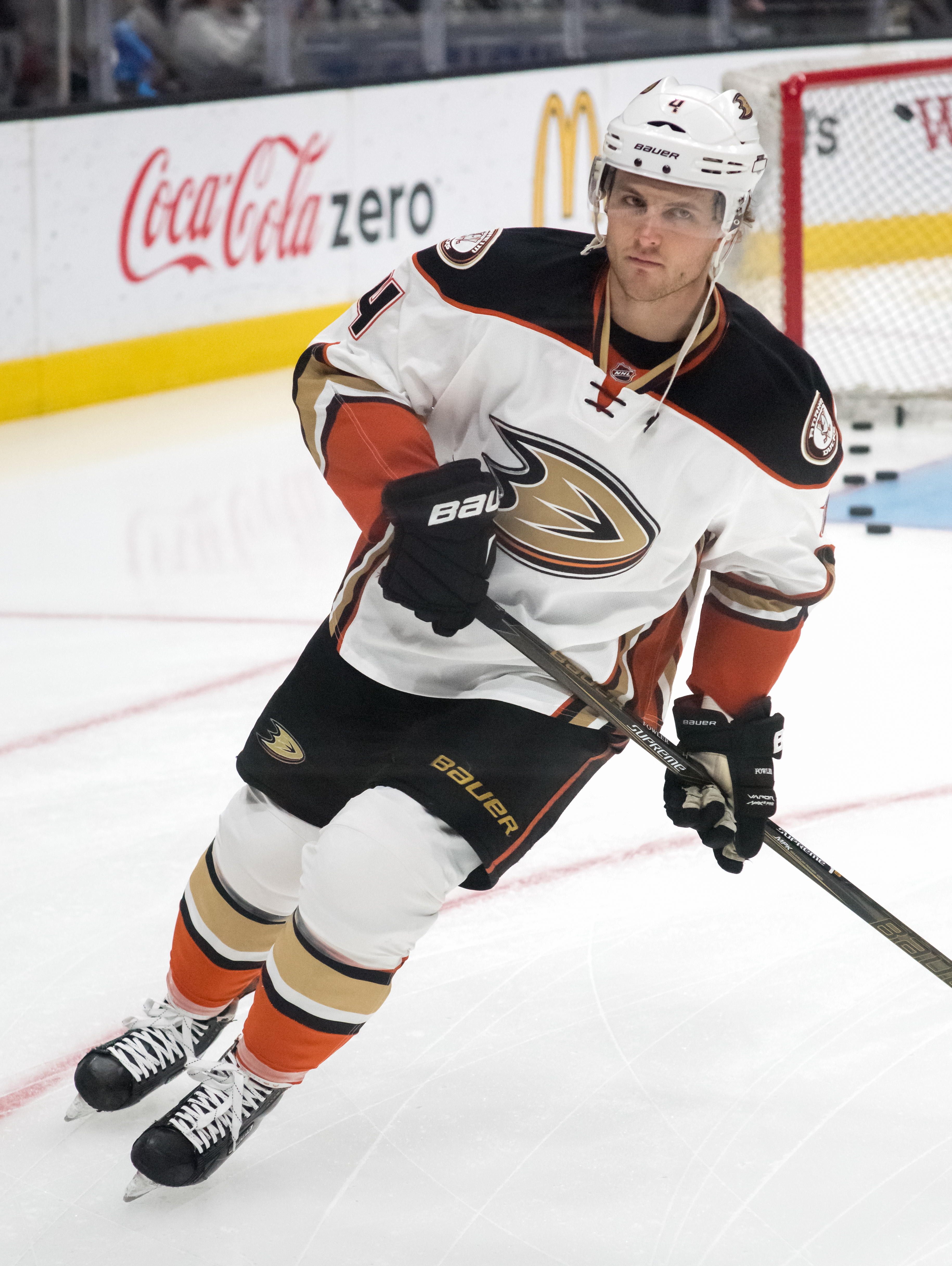
Cam Fowler.

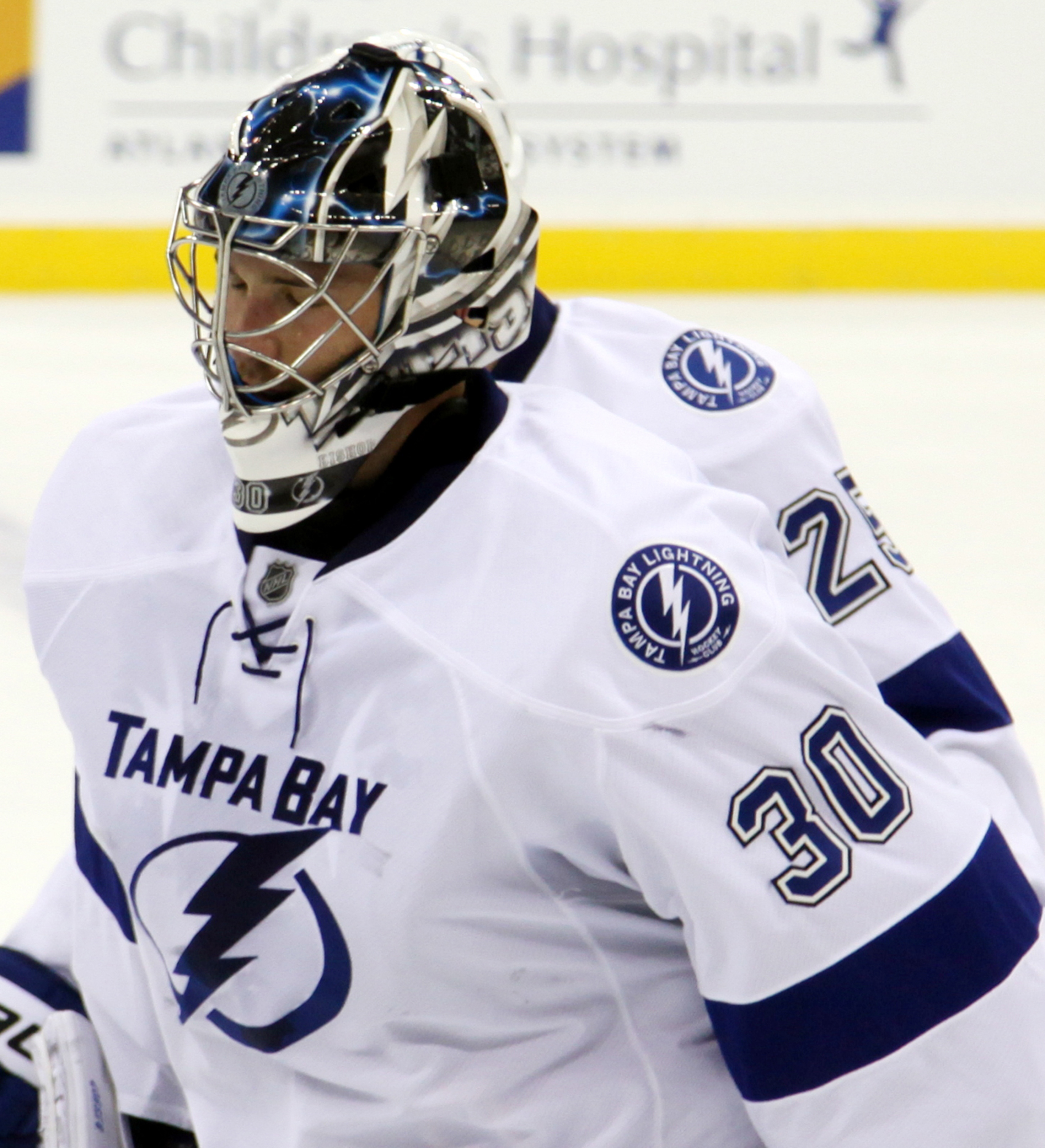
Ben Bishop.

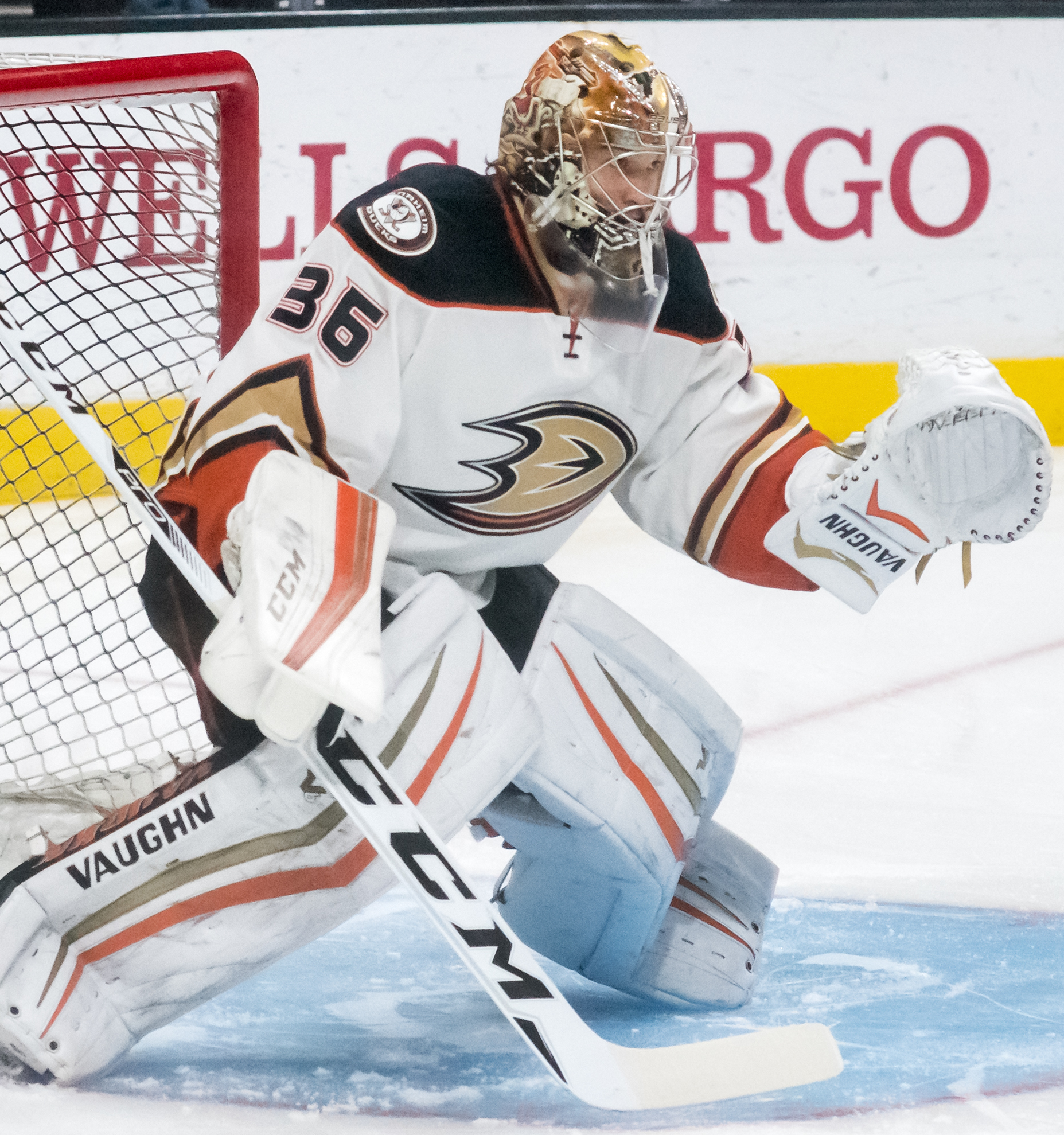
John Gibson.

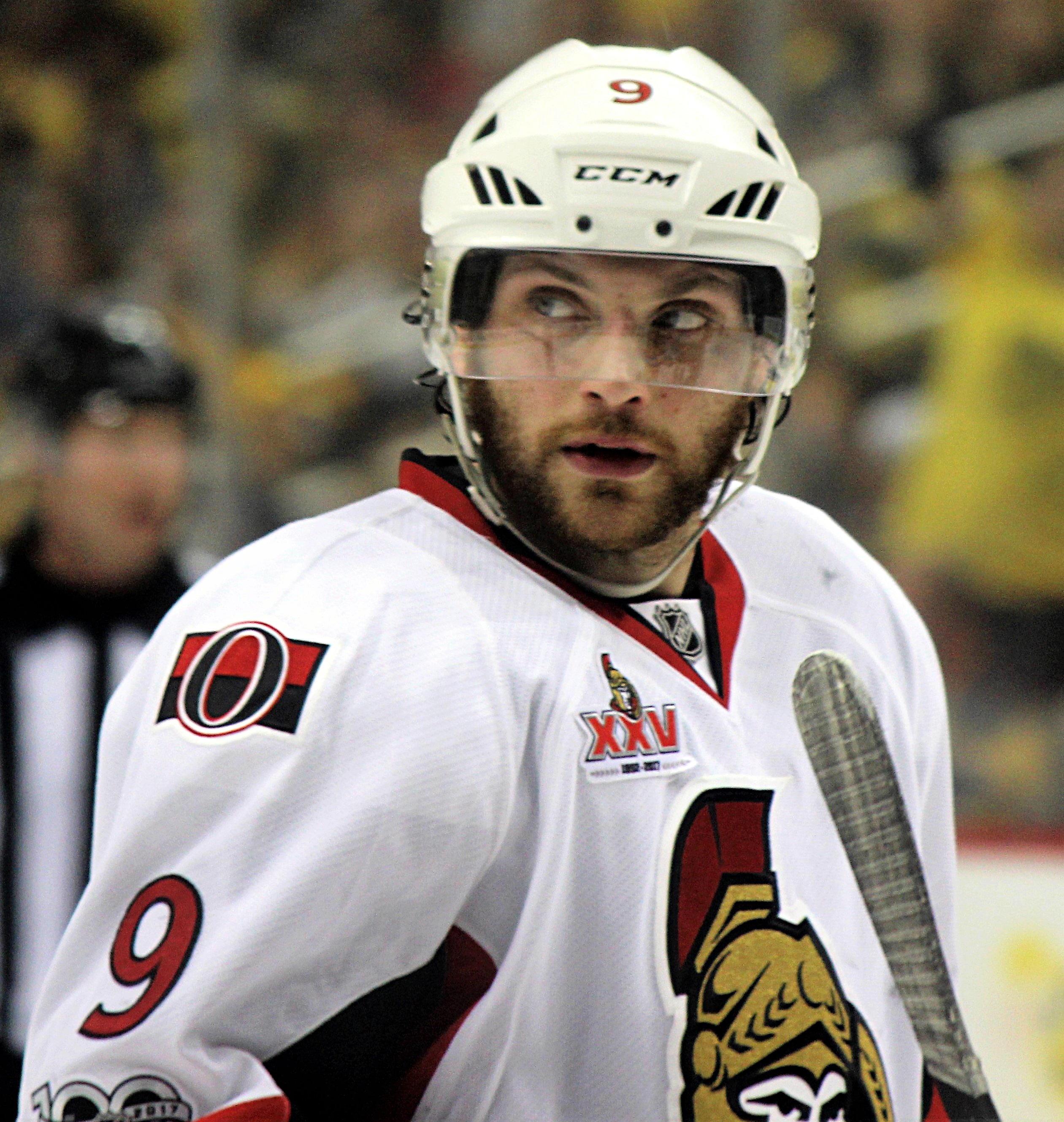
Bobby Ryan.

| Målvakter - Ben Bishop - Jack Campbell - Eric Comrie - Scott Darling - Thatcher Demko - John Gibson - Troy Grosenick - Brandon Halverson - Alex Nedeljkovic - Cal Petersen - Jeremy Smith - Garret Sparks - Jeff Zatkoff | Backar - Conor Allen - Louie Belpedio - Chad Billins - Will Butcher - Brandon Carlo - Connor Carrick - Jakob Chychrun - Ian Cole - Danny DeKeyser - Matt Donovan - Cam Fowler - Ben Gleason - Kevin Gravel - Noah Hanifin - Matt Hunwick - Stephen Johns - Seth Jones - Steven Kampfer - Torey Krug - Jacob MacDonald - Alec Martinez - Jaycob Megna - Dakota Mermis - Jon Merrill - John Moore - Connor Murphy - Jordan Oesterle - Jamie Oleksiak - Gustav Olofsson - Corey Potter - Dylan Reese - Zach Redmond - Robbie Russo - Jordan Schmaltz - Patrick Sieloff - Jaccob Slavin - Chris Summers - Zach Trotman - Jacob Trouba - Zach Werenski - Patrick Wey - Christian Wolanin | Forwards - Justin Abdelkader - John Albert - Justin Bailey - Riley Barber - Beau Bennett - Anders Bjork - Jared Boll - David Booth - Alex Broadhurst - Terry Broadhurst - Chris Brown - Carter Camper - Ryan Carpenter - Blake Coleman - J.T. Compher - Erik Condra - Kyle Connor - Andrew Copp - Austin Czarnik - Chase De Leo - Alex DeBrincat - Sheldon Dries - Christian Dvorak - Ryan Dzingel - Austin Farley - Christian Fischer - Justin Florek - Alex Galchenyuk - Dylan Gambrell - Adam Gaudette - Johnny Gaudreau - Nathan Gerbe - Tim Gettinger - Rocco Grimaldi - Ryan Hartman - Vinnie Hinostroza - Alex Iafallo - Patrick Kane - Nic Kerdiles - Ryan Kesler - Luke Kunin - Sean Kuraly - Nick Lappin - Dylan Larkin - Trevor Lewis - Cooper Marody - Michael McCarron - Michael Mersch - Sonny Milano - Drew Miller - J.T. Miller - Griffen Molino - Trevor Moore - Tyler Motte - Peter Mueller - Stefan Noesen - William Nylander - Jim O'Brien - Aaron Palushaj - Brendan Perlini - Blake Pietila - Kevin Porter - Eric Robinson - Jack Roslovic - Bryan Rust - Bobby Ryan - Kerby Rychel - Brandon Saad - Henrik Samuelsson - Nick Schmaltz - Kiefer Sherwood - Drew Shore - Bill Sweatt - Troy Terry - Brady Tkachuk - Matthew Tkachuk - Vincent Trocheck - Corey Tropp - Dominic Turgeon - T.J. Tynan - Austin Watson - Colin White - Tommy Wingels - Kailer Yamamoto - Jason Zucker |